# Bahnstrecke Köln-Ehrenfeld–Rheydt
| |                                                                                                   |                                                  |                                                  |
| Streckennummer (DB): | 2611 (Köln-Ehrenfeld Gbf–Rheydt Hbf) 2612 (Köln-Ehrenfeld Westkopf) 2613 (Köln-Ehrenfeld Gbf–Pbf) |                                                  |                                                  |
| Kursbuchstrecke (DB): | 465                                                                                               |                                                  |                                                  |
| Kursbuchstrecke: | 246 (1946) 245f (Rheydt – Hochneukirch 1946)                                                      |                                                  |                                                  |
| Streckenlänge: | 49,4 km                                                                                           |                                                  |                                                  |
| Spurweite: | 1435 mm (Normalspur)                                                                              |                                                  |                                                  |
| Stromsystem: | 15 kV, 16,7 Hz ~                                                                                  |                                                  |                                                  |
| Streckengeschwindigkeit: | 120 km/h                                                                                          |                                                  |                                                  |
| Zweigleisigkeit: | Köln-Ehrenfeld–Rheydt-Odenkirchen                                                                 |                                                  |                                                  |
| |                                                                                                   |                                                  |                                                  |
| \| \| \| Strecke von Mönchengladbach \| \| \| \| 49,4 \| Rheydt Hbf \| Rheydt Hbf \| \| \| \| Güterumgehungsbahn von Viersen \| \| \| \| \| ehem. Strecke von Rheydt Gbf \| \| \| \| \| ehem. Strecke von Mönchengladbach \| \| \| \| 46,4 \| Rheydt-Odenkirchen \| Rheydt-Odenkirchen \| \| \| \| Rheydt Gbf \| \| \| \| \| Eiserner Rhein nach Roermond \| \| \| \| \| Strecke nach Aachen \| \| \| \| 41,5 \| Hochneukirch \| Hochneukirch \| \| \| \| ehem. Strecke nach Stolberg \| \| \| \| 38,7 \| Jüchen \| Jüchen \| \| \| 35,0 \| Gubberath \| Gubberath \| \| \| \| A 46 \| \| \| \| \| Strecke von Neuss \| \| \| \| 31,3 \| Grevenbroich \| Grevenbroich \| \| \| \| Strecke nach Bedburg \| \| \| \| 27,6 \| Erftwerk \| Erftwerk \| \| \| \| \| \| \| \| 24,3 \| Oekoven Grubenanschlussbahn Gewerkschaft Neurath \| Oekoven Grubenanschlussbahn Gewerkschaft Neurath \| \| \| \| \| \| \| \| 20,0 \| Rommerskirchen \| Rommerskirchen \| \| \| \| ehem. Strecke nach Holzheim \| \| \| \| \| Güterstrecke nach Niederaußem \| \| \| \| 15,5 \| Stommeln \| Stommeln \| \| \| 11,5 \| Pulheim \| Pulheim \| \| \| 5,6 \| Köln-Bocklemünd \| Köln-Bocklemünd \| \| \| 3,5 \| Köln-Ehrenfeld Gbf Westkopf Bft \| Köln-Ehrenfeld Gbf Westkopf Bft \| \| \| \| SFS von Aachen (niveaufrei) \| \| \| \| \| Köln-Müngersdorf Technologiepark \| \| \| \| 1,7 \| Köln-Ehrenfeld Gbf \| Köln-Ehrenfeld Gbf \| \| \| 0,0 \| Köln-Ehrenfeld Pbf \| Köln-Ehrenfeld Pbf \| \| \| \| SFS nach Köln Hbf \| \| \| \| \| \| \| \| Quellen: [1][2] \| \| \| \| |                                                                                                   |                                                  |                                                  |
| Strecke |                                                                                                   | Strecke von Mönchengladbach                      | Strecke von Mönchengladbach                      |
| Bahnhof | 49,4                                                                                              | Rheydt Hbf                                       | Rheydt Hbf                                       |
| Strecke von rechts · Abzweig geradeaus und nach links · Strecke von rechts |                                                                                                   | Güterumgehungsbahn von Viersen                   | Güterumgehungsbahn von Viersen                   |
| Abzweig geradeaus und ehemals von links · Kreuzung geradeaus unten (Querstrecke außer Betrieb) · Abzweig geradeaus und ehemals von rechts |                                                                                                   | ehem. Strecke von Rheydt Gbf                     | ehem. Strecke von Rheydt Gbf                     |
| Strecke · Strecke · Abzweig geradeaus und ehemals von links |                                                                                                   | ehem. Strecke von Mönchengladbach                | ehem. Strecke von Mönchengladbach                |
| Abzweig geradeaus und von links · Strecke nach rechts · Bahnhof | 46,4                                                                                              | Rheydt-Odenkirchen                               | Rheydt-Odenkirchen                               |
| Dienststation / Betriebs- oder Güterbahnhof · Strecke |                                                                                                   | Rheydt Gbf                                       | Rheydt Gbf                                       |
| Abzweig geradeaus und nach rechts · Strecke nach halbrechts |                                                                                                   | Eiserner Rhein nach Roermond                     | Eiserner Rhein nach Roermond                     |
| Strecke nach rechts · Strecke von halblinks |                                                                                                   | Strecke nach Aachen                              | Strecke nach Aachen                              |
| Haltepunkt / Haltestelle | 41,5                                                                                              | Hochneukirch                                     | Hochneukirch                                     |
| Abzweig geradeaus und ehemals nach rechts |                                                                                                   | ehem. Strecke nach Stolberg                      | ehem. Strecke nach Stolberg                      |
| Haltepunkt / Haltestelle | 38,7                                                                                              | Jüchen                                           | Jüchen                                           |
| ehemaliger Bahnhof | 35,0                                                                                              | Gubberath                                        | Gubberath                                        |
| Strecke mit Straßenbrücke |                                                                                                   | A 46                                             | A 46                                             |
| Abzweig geradeaus und von links |                                                                                                   | Strecke von Neuss                                | Strecke von Neuss                                |
| Bahnhof | 31,3                                                                                              | Grevenbroich                                     | Grevenbroich                                     |
| Abzweig geradeaus und nach rechts |                                                                                                   | Strecke nach Bedburg                             | Strecke nach Bedburg                             |
| Dienststation / Betriebs- oder Güterbahnhof | 27,6                                                                                              | Erftwerk                                         | Erftwerk                                         |
| |                                                                                                   |                                                  |                                                  |
| ehemaliger Bahnhof | 24,3                                                                                              | Oekoven Grubenanschlussbahn Gewerkschaft Neurath | Oekoven Grubenanschlussbahn Gewerkschaft Neurath |
| |                                                                                                   |                                                  |                                                  |
| Bahnhof | 20,0                                                                                              | Rommerskirchen                                   | Rommerskirchen                                   |
| Abzweig geradeaus und ehemals nach links |                                                                                                   | ehem. Strecke nach Holzheim                      | ehem. Strecke nach Holzheim                      |
| Abzweig geradeaus und nach rechts |                                                                                                   | Güterstrecke nach Niederaußem                    | Güterstrecke nach Niederaußem                    |
| Haltepunkt / Haltestelle | 15,5                                                                                              | Stommeln                                         | Stommeln                                         |
| Bahnhof | 11,5                                                                                              | Pulheim                                          | Pulheim                                          |
| ehemaliger Bahnhof | 5,6                                                                                               | Köln-Bocklemünd                                  | Köln-Bocklemünd                                  |
| Blockstelle | 3,5                                                                                               | Köln-Ehrenfeld Gbf Westkopf Bft                  | Köln-Ehrenfeld Gbf Westkopf Bft                  |
| Strecke von rechts · Abzweig geradeaus, nach links und von rechts · Strecke von rechts |                                                                                                   | SFS von Aachen (niveaufrei)                      | SFS von Aachen (niveaufrei)                      |
| S-Bahn-Halt · Strecke · Strecke |                                                                                                   | Köln-Müngersdorf Technologiepark                 | Köln-Müngersdorf Technologiepark                 |
| Strecke · Dienststation / Betriebs- oder Güterbahnhof · Dienststation / Betriebs- oder Güterbahnhof | 1,7                                                                                               | Köln-Ehrenfeld Gbf                               | Köln-Ehrenfeld Gbf                               |
| S-Bahnhof · Bahnhof · Dienststation / Betriebs- oder Güterbahnhof | 0,0                                                                                               | Köln-Ehrenfeld Pbf                               | Köln-Ehrenfeld Pbf                               |
| Strecke · Strecke · Strecke |                                                                                                   | SFS nach Köln Hbf                                | SFS nach Köln Hbf                                |
| |                                                                                                   |                                                  |                                                  |
| Quellen: |                                                                                                   |                                                  |                                                  |

Die Bahnstrecke Köln-Ehrenfeld–Rheydt ist eine überwiegend zweigleisige, elektrifizierte Hauptbahn in Nordrhein-Westfalen. Sie zweigt in Köln-Ehrenfeld von der Bahnstrecke Köln–Aachen ab und führt nach Rheydt Hauptbahnhof.
Im Kursbuch der Deutschen Bahn ist die Strecke dem nördlichen Teil der rechten Rheinstrecke zugeordnet. Die Kursbuchstrecke 465 umfasst daher die Strecke Mönchengladbach – Köln – Koblenz. Grund dafür sind die vor einigen Jahren eingeführten durchgehenden Zugläufe des Regionalverkehrs.

## Geschichte
Die Ursprünge der Strecke gehen auf die 1870–1875 erbaute Bahnstrecke Mönchengladbach–Stolberg der Bergisch-Märkischen Eisenbahn-Gesellschaft zurück, die vom heutigen Mönchengladbacher Hauptbahnhof über Geneicken, Mülfort, Odenkirchen und Hochneukirch weiter nach Jülich, Eschweiler und Stolberg führte.
Schon 1869 hatte der preußische Handelsminister Graf von Itzenplitz vorgeschlagen, über eine Eisenbahnverbindung von der holländischen Grenze über Mönchengladbach nach Köln die landwirtschaftlichen und industriellen Erzeugnisse schneller zu befördern und gleichzeitig eine Schienenverbindung von den holländischen Seehäfen über die bereits vorhandene linke Rheinstrecke an den Oberrhein zu schaffen. Dieser Plan wurde verworfen und 1880 wieder neu aufgenommen. Die Stadt Mönchengladbach und die Handelskammer stellten den Antrag, eine Streckenführung von Mönchengladbach über Giesenkirchen, Jüchen, Gubberath und Grevenbroich nach Köln zu genehmigen. Man wandte sich an den Oberhofmeister der Kaiserin Augusta, Graf Maximilian von Nesselrode-Ehreshoven, durch dessen Vermittlung man bei dem Eisenbahnminister Maybach die Wünsche schriftlich vortragen konnte. 1889 wurde vom Bahnhof Hochneukirch eine Verbindung zum an der Bahnstrecke Düren–Neuss gelegenen Bahnhof Grevenbroich gebaut und am 1. Mai 1889 dem Verkehr übergeben. Die direkte Verbindung von Grevenbroich nach Köln folgte schließlich 1899.
Bereits 1905 bestand eine Bahnstrecke zwischen Odenkirchen und Rheydt Gbf, die nördlich von Rheydt Gbf über die Bahnstrecke Aachen–Mönchengladbach und den Eisernen Rhein geführt wurde und zwischen dem Eisernen Rhein und der Bahnstrecke Krefeld–Rheydt von Norden her in den Güterbahnhof einfädelte.
Erst 1908 wurde die direkte Verbindung zwischen Odenkirchen und Rheydt Hauptbahnhof eröffnet, die von Odenkirchen ein großes Stück parallel zur Strecke zum Güterbahnhof verläuft. Durch den Bau wurde die 1870 entstandene Strecke über Geneicken von der damals schon zweigleisigen, parallel verlaufenden Bahnstrecke zwischen Mönchengladbach Hauptbahnhof und Rheydt Hauptbahnhof ins Abseits gedrängt. Diese Teilstrecke, welche 1968 noch elektrifiziert und zunächst weiter für Züge von Mönchengladbach nach Köln genutzt worden war, wurde schließlich im Mai 1985 zwischen Odenkirchen und Geneicken stillgelegt und abgebaut. Die Strecke zwischen Rheydt-Odenkirchen und Rheydt Gbf wurde 1945 aufgegeben, das Überwerfungsbauwerk über die Strecke nach Aachen ist heute nicht mehr vorhanden.
Ein zweigleisiger Ausbau des Abschnitts zwischen Rheydt Hauptbahnhof und Rheydt-Odenkirchen zusammen mit einem eingleisigen Abschnitt der Bahnstrecke Viersen–Venlo wurde mit knapp 50 Mio. Euro beziffert. Der Rat der Stadt Nettetal forderte das Paket vehement auch im Zusammenhang mit dem Eisernen Rhein. Der Ausbau wurde inzwischen in den vordringlichen Bedarf des Bundesverkehrswegeplans 2030 eingestuft.

## Streckenbeschreibung

### Bahnhof Köln-Ehrenfeld

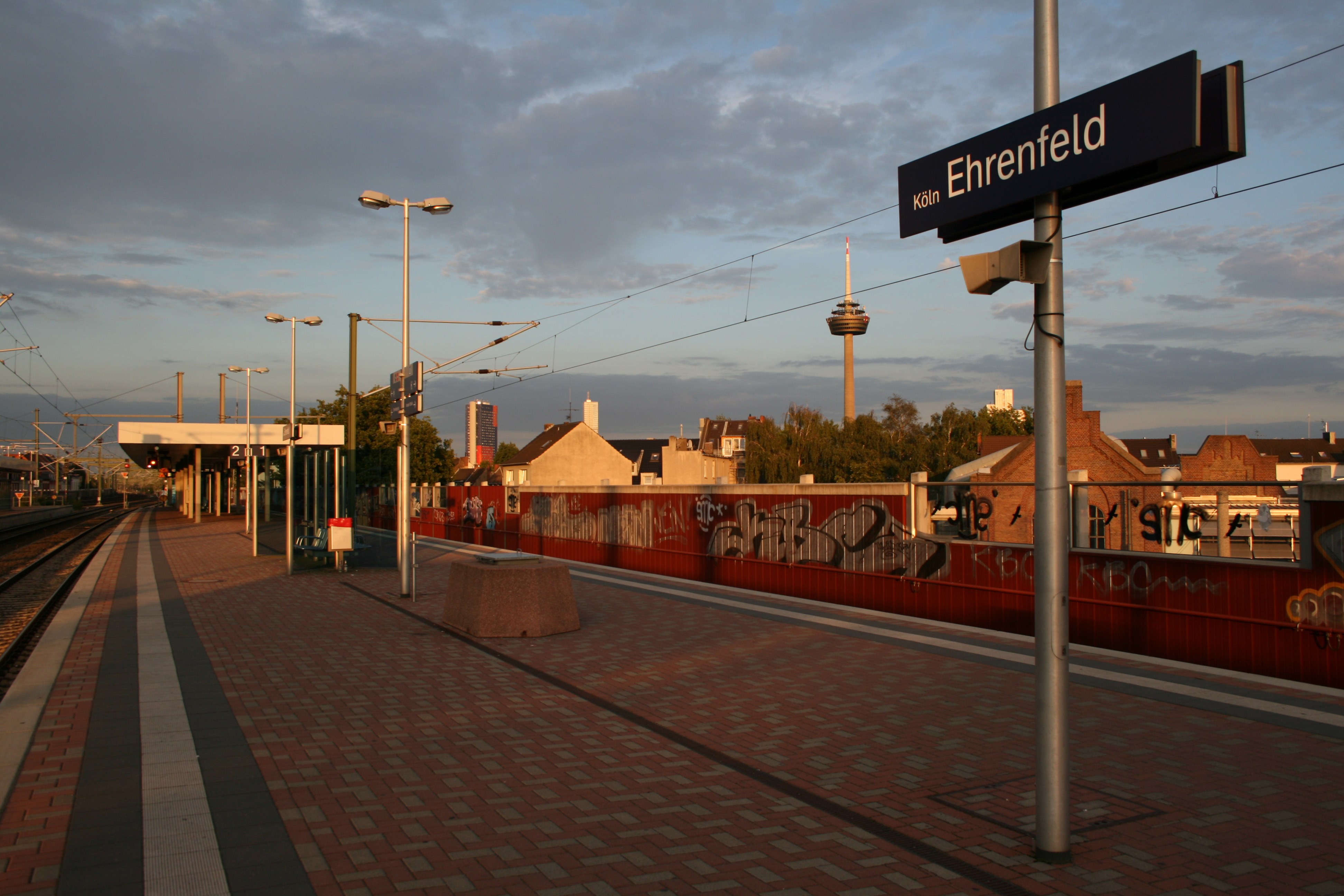
Bahnhof Köln-Ehrenfeld

Quer durch Ehrenfeld verläuft die Schnellfahrstrecke Köln–Aachen. Der Bahnhof Köln-Ehrenfeld ist ein Regionalbahnhof, hier besteht Zugang zu den S-Bahn-Linien S 12 und S 13 der S-Bahn Köln, den Regional-Express-Linien NRW-Express, Rhein-Erft-Express und Rhein-Sieg-Express sowie zu den Regionalbahnlinien Rhein-Erft-Bahn und Erft-Bahn.
Innerhalb des westlichen Teils des Bahnhofs liegt außerdem der S-Bahn-Haltepunkt Köln-Müngersdorf Technologiepark, der jedoch nur über die parallel zur Schnellfahrstrecke verlaufende S-Bahn-Strecke Köln–Düren erreichbar ist.
Vier Stadtbahnlinien (3, 4, 5 und 13) verbinden Ehrenfeld mit dem Stadtzentrum sowie mit den umliegenden Vororten.

### Ehemaliger Bahnhof Köln-Bocklemünd
Der Bahnhof Köln-Bocklemünd lag an der Bahnstrecke Köln–Mönchengladbach (Streckenkilometer 5,6), unmittelbar an der Bundesstraße 59 im Süden des Kölner Stadtteils Bocklemünd/Mengenich. Er wurde Anfang der 1970er Jahre stillgelegt und danach zum größten Teil abgerissen.

### Bahnhof Pulheim
Pulheim ist seit 1898 über einen eigenen Bahnhof am Kilometerpunkt 11,5 an die Bahnstrecke Rheydt–Köln-Ehrenfeld angeschlossen. Das Empfangsgebäude des Bahnhofs ist noch vorhanden. Im Empfangsgebäude war bis in das Jahr 2007 das Fahrdienstleiterstellwerk Pf in Betrieb, bis die ESTW-Technik Einzug gehalten hat.
Im Jahr 2005 wurde der Bahnhofsbereich komplett umgebaut und modernisiert. Der bis dato vorhandene Mittelbahnsteig wurde nach Fertigstellung der beiden Seitenbahnsteige abgebaut. Südlich des Empfangsgebäudes entstand ein neues Park-and-Ride-Parkhaus. Weiterhin ist der Bahnhof mit einem Fahrradparkhaus, Fahrradboxen, Wartehäuschen und Fahrkartenautomaten ausgerüstet. Die kompletten Umbaumaßnahmen, die auch städtebauliche Aspekte berücksichtigten, zogen sich von 1997 bis 2005 hin.
Auf Höhe der Widdersdorfer Straße vor dem Bahnhof Pulheim liegt ein 3,8 Kilometer langes Anschlussgleis für die Umspannanlage Brauweiler der RWE. Es wird nur für Transporte von Transformatoren genutzt. Im Bereich des Anschlussgleises an die Strecke besteht ein kurzes Ausziehgleis in östlicher Richtung.

### Bahnhof Stommeln
Das Empfangsgebäude des Bahnhofs (heute Haltepunkt) Stommeln (km 15,4), das von 1898 bis 1972 in Betrieb war, ist heute noch vorhanden und wird gewerblich als Café genutzt. Am südlichen Bahnsteigende ist seit 1972 ein eingeschossiger Bau vorhanden, in dem sich auch heute noch der zeitweise geöffnete Fahrkartenverkauf befindet. Neben dem Fahrkartenverkauf war in diesem Gebäude auch das Fahrdienstleiterstellwerk Sf vorhanden, dass mit der Einführung der ESTW-Technik im Jahr 2007 seine Aufgaben verlor. Weiterhin ist der Bahnhof Stommeln mit zwei Seitenbahnsteigen, Fahrkartenautomaten und Wartehäuschen ausgerüstet. Auf dem Zuweg zum ersten Empfangsgebäude stehen einige Park-and-Ride-Parkplätze zur Verfügung.
Der Güter- und Verladebahnhof Stommeln wurde Ende der 1950er Jahre stillgelegt. Heute befinden sich noch einige Schienenreste und Gebäude mit Verladerampen auf dem Gelände eines Baumarktes. An dem Güterbahnhof wurden überwiegend Stahlteile verladen, die im Nachbarort Pulheim im ehemaligen Walzwerk hergestellt wurden.

### Bahnhof Rommerskirchen

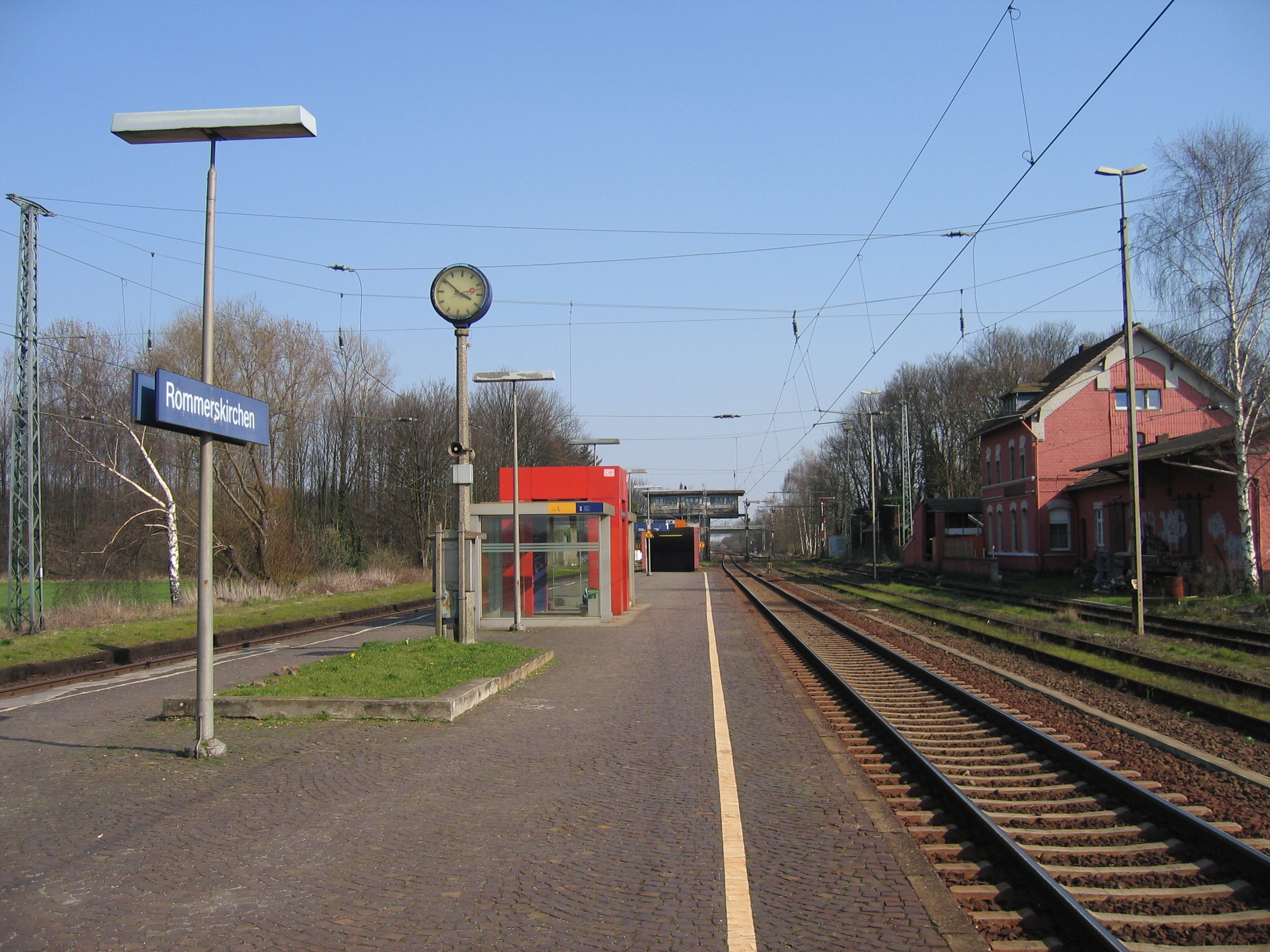
Bahnhof Rommerskirchen mit dem 2007 abgerissenen Stellwerk

Der Bahnhof Rommerskirchen liegt an Streckenkilometer 20,1. Das Empfangsgebäude des Bahnhofs Rommerskirchen ist heute noch vorhanden und wird gewerblich genutzt. Für Reisende steht ein Mittelbahnsteig zur Verfügung, der mit Wartehäuschen und Fahrkartenautomaten ausgerüstet ist. Ende 2008/Anfang 2009 wurde der Park-and-Ride-Parkplatz neben dem Empfangsgebäude erweitert. Bis zur Einführung der ESTW-Technik im Jahr 2007 verfügte Rommerskirchen über das Fahrdienstleiterstellwerk Rof, das T-förmig über den beiden Streckengleisen stand. Im November 2008 wurde dieses nun überflüssig gewordene Stellwerk abgerissen.
Zeitweise bestanden südlich des Streckengleises Anschlüsse an eine Schrotthandlung und eine landwirtschaftliche Genossenschaft. Neben den beiden Streckengleisen stehen in Rommerskirchen zwei Umfahrgleise zur Verfügung. Hier zweigt auch eine Güterzugstrecke nach Niederaußem zum dortigen Grubenbahnhof von RWE Power ab, die Teil des Strategischen Bahndamms ist. Diese Strecke führte früher von Rommerskirchen nach Mödrath und wurde im Zuge des Tagebaus Frechen stillgelegt. Der letzte Personenverkehr zwischen Rommerskirchen und Niederaußem wurde am 23. Mai 1971 durchgeführt.
Seit dieser Zeit dient das Streckengleis lediglich als Anschluss der Rheinbraun an die Strecke der Deutschen Bahn. Hier verkehren täglich Kalkmehlzüge zwischen dem Rheinkalk-Werk Flandersbach in Wülfrath und Niederaußem für die Rauchgasentschwefelungsanlagen des Kraftwerks. In diesem Zusammenhang gab es im Februar 2008 das Unternehmen „Dampfpilze am Rhein“: den Transport eines Kalkmehlzuges mit einer Dampflok. Gelegentlich kommt es auch zu Transporten von Transformatoren für die angeschlossenen Kraftwerke.

### Bahnhof Oekoven
Der ehemalige Bahnhof Oekoven (km 24,2) ist bereits seit Jahrzehnten nicht mehr als solcher in Betrieb. Der Personenverkehr im Bahnhof wurde zum 24. September 1965 aufgegeben, der Güterverkehr folgte zehn Jahre später, zum 30. August 1975. Das frühere Empfangsgebäude des Bahnhofs ist heute noch vorhanden und dient einem Tierheim als Heimat. Oekoven hatte im Laufe seiner Existenz mehrere Stellwerke: Von 1913 bis 1942 bestanden die Stellwerke Ko (Oob) im Empfangsgebäude und Owt an der Strecke. Sie wurden 1942 abgerissen und durch die beiden Stellwerke Oof und Ow ersetzt. Diese waren bis 1982 in Betrieb. Ow wurde danach abgerissen, Oof existiert noch.
Im Bahnhof zweigte in südlicher Richtung eine Anschlussbahn zum Braunkohletagebau der Gewerkschaft Neurath ab, über die Kohlezüge abgefahren wurden. Die Gewerkschaft Neurath sorgte auch für den Personenverkehr, der zur Betriebszeit des Tagebaus rege durch die Arbeiter genutzt wurde. Die Strecke verlief in Richtung des heutigen Kraftwerks Neurath und kreuzte dabei die heutige Bundesstraße 59 (Position: ⊙), der ungefähre Verlauf lässt sich auch heute noch auf Luftbildaufnahmen erkennen.
In Oekoven gibt es eine öffentliche Feldbahnanlage. Seit 1976 befindet sich auf dem früheren Bahnhofsgelände, südlich der Strecke, das Feldbahnmuseum Oekoven.

### Bahnhof Erftwerk
Im Bahnhof Erftwerk (km 27,6) wurde zwischen 1915 und Mitte 1965 Personenverkehr durchgeführt. Die wohl größere Bedeutung kam dem Bahnhof im Güterverkehr zu, von hier aus wurden Firmen nördlich der Strecke, im Bereich der Nordstraße, und südlich der Strecke das Aluminiumwerk der Erftwerk AG bedient. Der Anschluss des Aluminiumwerks ist heute noch vorhanden: Es ist ein Überholgleis für das nördliche Streckengleis. Das frühere Stellwerk Ef besteht heute noch, ist jedoch seit der Inbetriebnahme der ESTW-Technik im Jahr 2007 nicht mehr in Betrieb.

### Bahnhof Grevenbroich

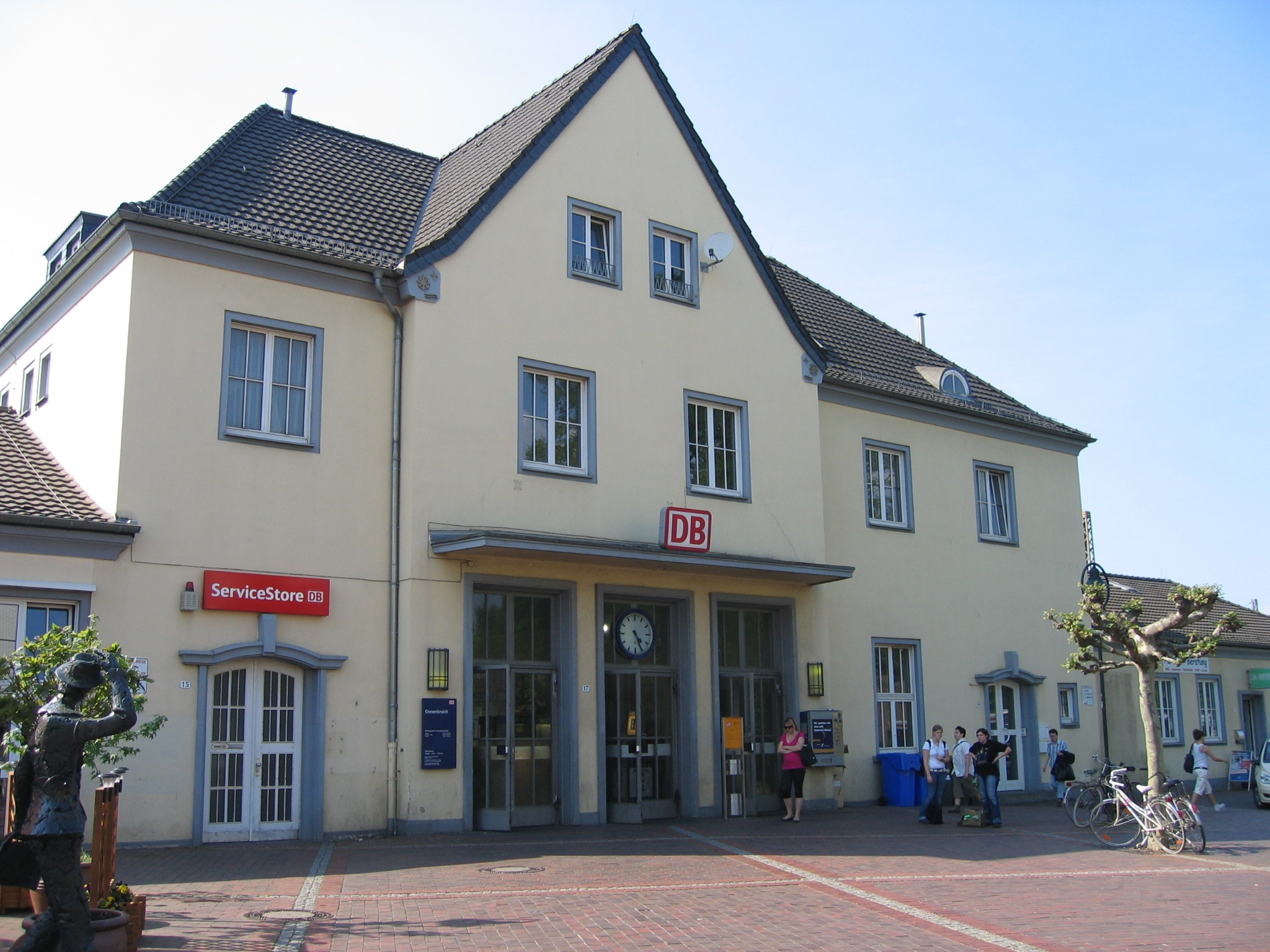
Das Bahnhofsgebäude in Grevenbroich

Der Bahnhof Grevenbroich wurde 1869 am Streckenkilometer 34,3 der Bahnstrecke Düren–Neuss gebaut und bildet den Knotenpunkt mit der Bahnstrecke Rheydt–Köln-Ehrenfeld. Er wird von den Linien RB 39 (Düssel-Erft-Bahn), RE 8 (Rhein-Erft-Express) und RB 27 (Rhein-Erft-Bahn) bedient und bietet tagsüber im Halbstundenrhythmus Verkehrsverbindungen in die Nachbarstädte Düsseldorf und Köln sowie mindestens im Stundenrhythmus nach Mönchengladbach.
Das erste Empfangsgebäude des Bahnhofs Grevenbroich wurde nach dem Zweiten Weltkrieg wegen erheblicher Kriegsschäden abgerissen und 1959 durch ein neues Empfangsgebäude ersetzt, das bis heute existiert. Neben dem Empfangsgebäude stehen den Reisenden zwei überdachte Mittelbahnsteige zur Verfügung, an denen die Gleise 1 bis 4 abgeschlossen sind. Ferner hat der Bahnhof westlich der Bahnsteige ein Umfahrgleis, ein Überrest des früheren Güterbahnhofs. Dieser ist in den letzten Jahren abgerissen worden, so dass außer dem Gleis nichts mehr vorhanden ist. Lediglich eine große Brachfläche lässt die frühere Ausdehnung erahnen. Mit der Inbetriebnahme des ESTW Grevenbroich für die Strecke Rheydt–Köln-Ehrenfeld im Jahr 2007 wurden die Stellwerke Gnf und Gs überflüssig, die Gebäude sind jedoch noch vorhanden.

### Bahnhof Gubberath
Von 1889 bis zum Beginn der 1960er Jahre bestand der kleine Bahnhof Gubberath an der Strecke bei km 35,4. Viele im Ort Gubberath waren bei der Reichsbahn beschäftigt und damit in Lohn und Brot gekommen. Auf der anderen Seite schuf er für viele Arbeitnehmer, sowohl für die Bevölkerung Gieraths und Gubberaths und darüber hinaus für die aus den anderen Orten der ehemaligen Gemeinde Bedburdyck die Möglichkeit, an ihre Arbeitsstelle in Richtung Rheydt und Mönchengladbach als auch in der Gegenrichtung Grevenbroich – Neuss zu gelangen. Die einen weiteren Weg hatten kamen mit dem Fahrrad.
Obwohl die Bahn für die damaligen Verhältnisse eine schnelle Verbindung darstellte, ging es meist etwas geruhsamer zu. Das beste Beispiel war der so genannte Lumpensammlerzug. Dieser fuhr regelmäßig morgens gegen 7:30 Uhr und hatte neben den 10 Güterwagen auch noch einen Waggon für Personen. Hiermit fuhren die Angestellten, die ihren Arbeitsbeginn um 8:00 Uhr hatten. Zu dieser Zeit war der Bahnhofsvorsteher verantwortlich für die Abfahrt der Züge.
Der Gubberather Bahnhof wurde stark frequentiert: Die meisten Fahrgäste fuhren morgens zur Arbeit und kamen in den späten Nachmittags- und Abendstunden wieder nach Hause. Auch der Güterumschlag war nicht unerheblich. So kam Expressgut an und wurde aber auch von hier verschickt. Massengüter kamen in Waggons an, so z. B. Viehtransporte, Briketts kamen in 20-Tonnen-Waggons an und wurden von den Kohlehändlern mit Pferdefuhrwerken abgefahren. Weiter wurden Kartoffeln und vor allem Zuckerrüben verladen, die mit Pferdefuhrwerken angefahren und mit der großen Rübengabel in die Waggons geschaufelt werden mussten. Doch mit dem Aufkommen der Busverbindungen und dem stark zunehmenden Pkw-Verkehr gingen die Fahrgastzahlen zurück, so dass im Jahre 1964 der Bahnhof stillgelegt und abgerissen werden musste.

### Bahnhof Jüchen
Der Bahnhof Jüchen liegt an der Bahnstrecke Rheydt–Köln-Ehrenfeld am Streckenkilometer 38,7 mit einem 1889 errichteten Empfangsgebäude, dieses ist heute in Privatbesitz.
Ausgerüstet ist der heute zum Haltepunkt degradierte Bahnhof mit zwei Seitenbahnsteigen, die mit Fahrkartenautomaten und Wartehäuschen aufwarten. Neben dem früheren Empfangsgebäude ist ein kleiner Park-and-Ride-Parkplatz vorhanden.

### Bahnhof Hochneukirch

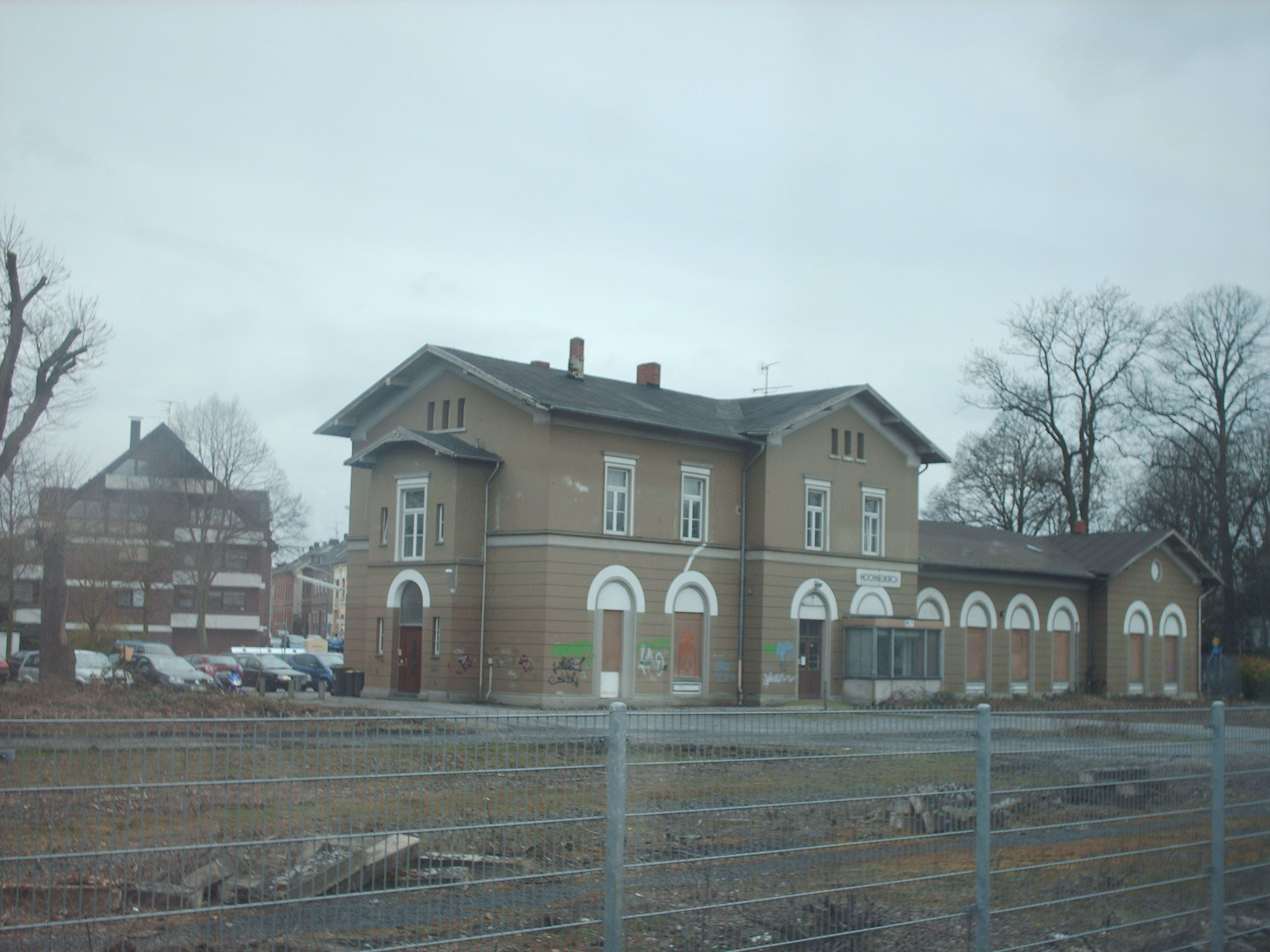
Der Haltepunkt Hochneukirch heute

Im Jahre 1873 erhielt Hochneukirch (damals noch Neukirchen, heute zu Jüchen) am östlichen Ortsrand eine Schienenanbindung, welche die aufstrebende Textilindustrie weiter beflügelte. Der Bahnhof (am Streckenkilometer 41,5) ist durch die Bahnhofstraße mit der Ortsmitte verbunden. Hier traf die Bahnstrecke Mönchengladbach–Stolberg mit der Bahnstrecke Rheydt–Köln-Ehrenfeld zusammen, die sich dann gemeinsam auf der Trasse bis zum Bahnhof Rheydt-Odenkirchen hin erstreckten.
Das Empfangsgebäude ist heute noch erhalten und beinhaltete seit 1964 das Stellwerk Hf. Dieses wurde mit der Einführung der ESTW-Technik im Jahr 2007 aufgegeben. Der Mittelbahnsteig ist ausgerüstet mit einem Wartehäuschen und einem Fahrkartenautomaten. Südlich des Empfangsgebäudes ist heute noch der ehemalige Güterschuppen erhalten. 1967 musste die Brücke um 60 Zentimeter angehoben und unterfüttert werden, weil die Strecke mit Oberleitung elektrifiziert wurde. Die alte Eisenbahnbrücke wurde 1988 abgerissen und durch eine neue Stahlbetonbrücke ersetzt. Zum 30. Mai 1980 wurde der Personenverkehr auf der Strecke nach Stolberg eingestellt und die Gleise der Strecke nach Jülich zurückgebaut, 1987 folgte auch der Güterverkehr. Das Bahnhofsfeld ist heute ein Parkplatz.

### Bahnhof Rheydt-Odenkirchen

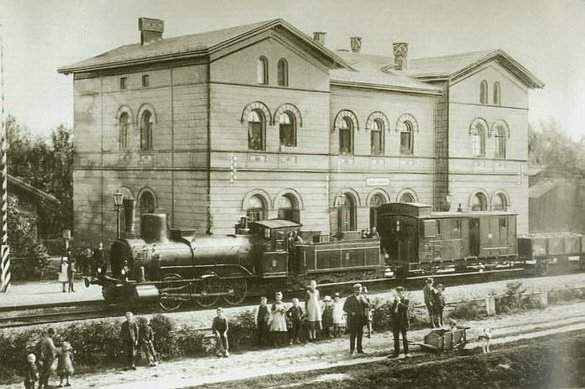
Dampfzug im Bahnhof Odenkirchen im Jahre 1874

Das erste am Streckenkilometer 46,4 gelegene Empfangsgebäude Odenkirchens wurde 1870 errichtet. Nach einer schweren Beschädigung im Zweiten Weltkrieg wurde das damals zweigeschossige Gebäude zu einem eingeschossigen Flachbau zurückgebaut. Im Jahr 1962 wurde der Bahnhof Odenkirchen in Rheydt-Odenkirchen umbenannt. Der früher recht ausgedehnte Bahnhof Odenkirchens wurde in den letzten Jahrzehnten stark zurückgebaut, von der früheren Güteranlage mit den acht Hauptgleisen ist bis auf drei Gleise nichts mehr übrig geblieben. Lediglich der hölzerne Mittelbahnsteig blieb erhalten.
Ausgerüstet ist der Bahnhof mit Fahrscheinautomaten im Bereich des früheren Empfangsgebäudes. Das frühere Stellwerk Of war von 1965 bis 2007 im Empfangsgebäude untergebracht, wurde aber nach Einführung der ESTW-Technik im Jahr 2007 nicht mehr benötigt. Das Bahnhofsgebäude wurde im Frühjahr 2012 abgerissen, auf seiner Fläche entstanden P+R-Parkplätze.
Die letzten drei Kilometer der Strecke sind ab Odenkirchen bis Rheydt Hauptbahnhof nur eingleisig ausgeführt. Dies ist insoweit bemerkenswert, dass dieser Abschnitt nie zweigleisig ausgebaut wurde, obwohl die Strecke ansonsten auf ihrer gesamten Länge zweigleisig war.

### Rheydt Hauptbahnhof
Rheydt Hauptbahnhof und Rheydt Güterbahnhof liegen beide an der Bahnstrecke Aachen–Mönchengladbach und dem im Hauptbahnhof beginnenden Eisernen Rhein, der bis zum Güterbahnhof parallel zur Strecke nach Aachen verläuft. Ebenso beginnt am Hauptbahnhof Rheydt (km 49,4) die Bahnstrecke nach Köln-Ehrenfeld.
Das Empfangsgebäude des Rheydter Hauptbahnhofes, das aus den 1950er Jahren stammt, ist heute noch erhalten und beherbergt neben dem Fahrkartenverkauf einige Geschäfte. Für die Reisenden steht neben dem Hausbahnsteig ein Mittelbahnsteig zur Verfügung. Ein weiterer Bahnsteig an Gleis 4 dient dem Umstieg von Reisenden zum Mönchengladbacher Fußballstadion, an der Rückseite des Bahnsteiges ist eine Bushaltestelle für den Shuttleservice angelegt. Angefahren wird der Bahnhof im Stundentakt von der Rhein-Niers-Bahn (RB 33) in Richtung Duisburg und Aachen, dem Wupper-Express (RE 4) in Richtung Dortmund und Aachen, dem Rhein-Erft-Express (RE 8) in Richtung Mönchengladbach und Koblenz und der Schwalm-Nette-Bahn (RB 34) zwischen Mönchengladbach und Dalheim. Außerdem wird er von der Rhein-Erft-Bahn (RB 27) von Mönchengladbach über Köln nach Koblenz angefahren.
Rheydt Güterbahnhof ist im Laufe der Zeit beträchtlich geschrumpft und wird nur noch zum Abstellen von Güterzügen und von Zügen für das Prüfcenter Wegberg-Wildenrath der Siemens Mobility genutzt. Neben den umfangreichen Güteranlagen verfügte der Bahnhof bis 1975 über ein eigenes Betriebswerk mit vier inzwischen abgerissenen Stellwerken. Angeschlossen ist der Güterbahnhof an die Strecke Aachen–Mönchengladbach, den Eisernen Rhein sowie im nördlichen Bereich an die heutige Mönchengladbacher Güterumgehung Richtung Viersen-Helenabrunn, die aus der früheren Bahnstrecke Krefeld–Rheydt entstanden ist. Früher verband außerdem eine weitere Strecke Rheydt Gbf mit Rheydt-Odenkirchen. Sie verlief von Odenkirchen zunächst parallel zur Strecke zum Rheydter Hauptbahnhof und fädelte nach Überquerung der Strecken zum Hauptbahnhof auf einem Überwerfungsbauwerk schließlich im nördlichen Teil des Güterbahnhofs zwischen der Strecke nach Krefeld und dem Eisernen Rhein ein.
Nach dem Rückgang im Güterverkehr und der damit abnehmenden Bedeutung des Güterbahnhofs Rheydt, brachte das Prüfcenter Wildenrath neues Leben in den Güterbahnhof. Hier wurde nach 1997 ein gesicherter Abstellbereich für Fahrzeuge eingerichtet, die in das Prüfcenter überführt werden sollten, oder von dort kamen und auf ihre Weiterfahrt warteten, dieser Abstellbereich ist bis zum heutigen Tag erhalten.

## Betrieb
Die Strecke wird vom Regional-Express RE 8 (Rhein-Erft-Express) mit Elektrotriebwagen vom Typ Alstom Coradia Continental und von der Regionalbahn RB 27 (Rhein-Erft-Bahn) mit Elektrotriebwagen der Baureihe 425 jeweils im Stundentakt bedient.

## Planungen
Mitte 2024 wurden die Vorplanungen zum Ausbau der Strecke für die Verlängerung der Linie S 6 von Köln bis Mönchengladbach abgeschlossen. An den S-Bahngleisen Köln – Düren muss nach der Station Köln-Müngersdorf/Technologiepark eine Gleisverbindung zur Strecke nach Pulheim hergestellt werden. Ebenso müssen entlang der Strecke die Bahnsteighöhen für die S-Bahnen angepasst werden. Dies betrifft die Stationen Pulheim, Stommeln, Grevenbroich, Jüchen und Hochneukirch. Außerdem soll der Bahnhof Rommerskirchen barrierefrei ausgebaut werden. In Köln-Bocklemünd, Pulheim-Gewerbepark und Grevenbroich-Süd sollen neue Halte entstehen. In Grevenbroich muss eine Wendeanlage gebaut werden. Zwischen Rheydt-Odenkirchen und Rheydt Hbf soll die Strecke zweigleisig ausgebaut werden. Bis Grevenbroich ist ein 20-Minuten-Takt vorgesehen, wobei zwei Fahrten pro Stunde weiter nach Mönchengladbach verkehren sollen. Nach Einführung des S-Bahnverkehrs soll die Linie RB 27 zwischen Köln und Mönchengladbach entfallen.